# Csepel (przedsiębiorstwo)
Csepel (czyt. Czepel) – węgierski producent samochodów ciężarowych i autobusów, działający w latach 1949–96. Jego siedziba znajdowała się w Szigetszentmiklós.

## Historia
W 1949 roku w Budapeszcie zapadła decyzja o wykorzystaniu nieczynnej fabryki samolotów jako fabryki samochodów ciężarowych. Licencja na samochody ciężarowe została kupiona u austriackiej firmy Steyr. 11 listopada 1949 roku z taśmy zjechał pierwszy testowy pojazd – Csepel D300. Powstał on według konstrukcji Steyra z 1944 roku i został wyposażony w podzespoły Ráby i Ikarusa. Początkowo nie miał silnika, który został zainstalowany miesiąc później.
4 kwietnia 1950 roku pierwsze trzy ciężarówki wyjechały na ulice udekorowane flagami. Produkcja w tym czasie odbywała się pod nadzorem Armii Radzieckiej. W latach 1951–1954 wyprodukowano około 750 egzemplarzy Csepel B300 o ładowności 2,5 tony z silnikiem o mocy 85 KM. W 1955 roku rozpoczął się montaż modelu D420 o ładowności 4,5 tony, którego produkcja trwała do lat 60. W tym samym roku z fabryki wyjechała tysięczna ciężarówka.
W 1957 roku dzięki stworzeniu własnej pracowni konstrukcyjnej powstał nowy model D450 o ładowności 5 ton i mocy 95 KM. Również dzięki wzrostowi produkcji w tamtym czasie fabryka rozpoczęła eksport pojazdów do NRD, PRL, ZSRR oraz do Egiptu, Syrii, Nigerii i Chin. Pod koniec lat 50. powstały kolejne modele m.in. D700 o ładowności 7 ton, D350, D352 czy D400.
W połowie lat 60. powstała nowa konstrukcja – D130, który wzorowana była na amerykańskim Dodge Weapon Carrier i przeznaczona jest dla armii węgierskiej. Pojazd ten posiadał napęd 4x4 oraz silnik 5,8  l., powstało ich ok. 500 sztuk.
W 1970 roku został zaprezentowany prototyp D452 o ładowności 5 ton z kabiną projektu francuskiego Chaussona, przeznaczonego dla polskiego Stara, który jednak nie wszedł do produkcji seryjnej. W tym okresie ruszłym montaż modelu D730 z kabiną polskiego Jelcza. Pod koniec lat 70. fabryka produkowała 1000-1500 ciężarówek rocznie.
W 1977 r. Csepel podpisał z Volvo porozumienie, dzięki któremu na Węgrzech montowany był terenowy C202 Lapplander. Współpraca ta trwała tylko do początku lat 80., ze względu na wysokie koszty produkcji. Od 1984 roku Csepel produkował model D752.40 z kabiną Jelcza oraz model D752 z kabiną z jugosłowiańskiej (obecnie słoweńskiej) firmy TAM. Csepel produkował też wspomagania układów kierowniczych dla Ikarusa i Jelcza, dzięki zakupionej licencji u hiszpańskiej firmy Bendiberica.
Od 1985 r. firma współpracowała z amerykańskim Cumminsem, dokonując modyfikacji silników Cumminsa przeznaczonych dla Ikarusa. Na początku lat 90. zaprezentowano prototyp D755 z silnikiem Cumminsa o mocy 325 KM, stworzony wspólnie z fińską firmą Sisu Auto.
Wraz ze zmianami ustrojowo-gospodarczymi na Węgrzech zmieniła się sytuacja fabryki, którą zagraniczny kapitał wchodzący na Węgry nie był zainteresowany. Fabryka stopniowo podupadała, aż do bankructwa w 1996 roku.

## Galeria

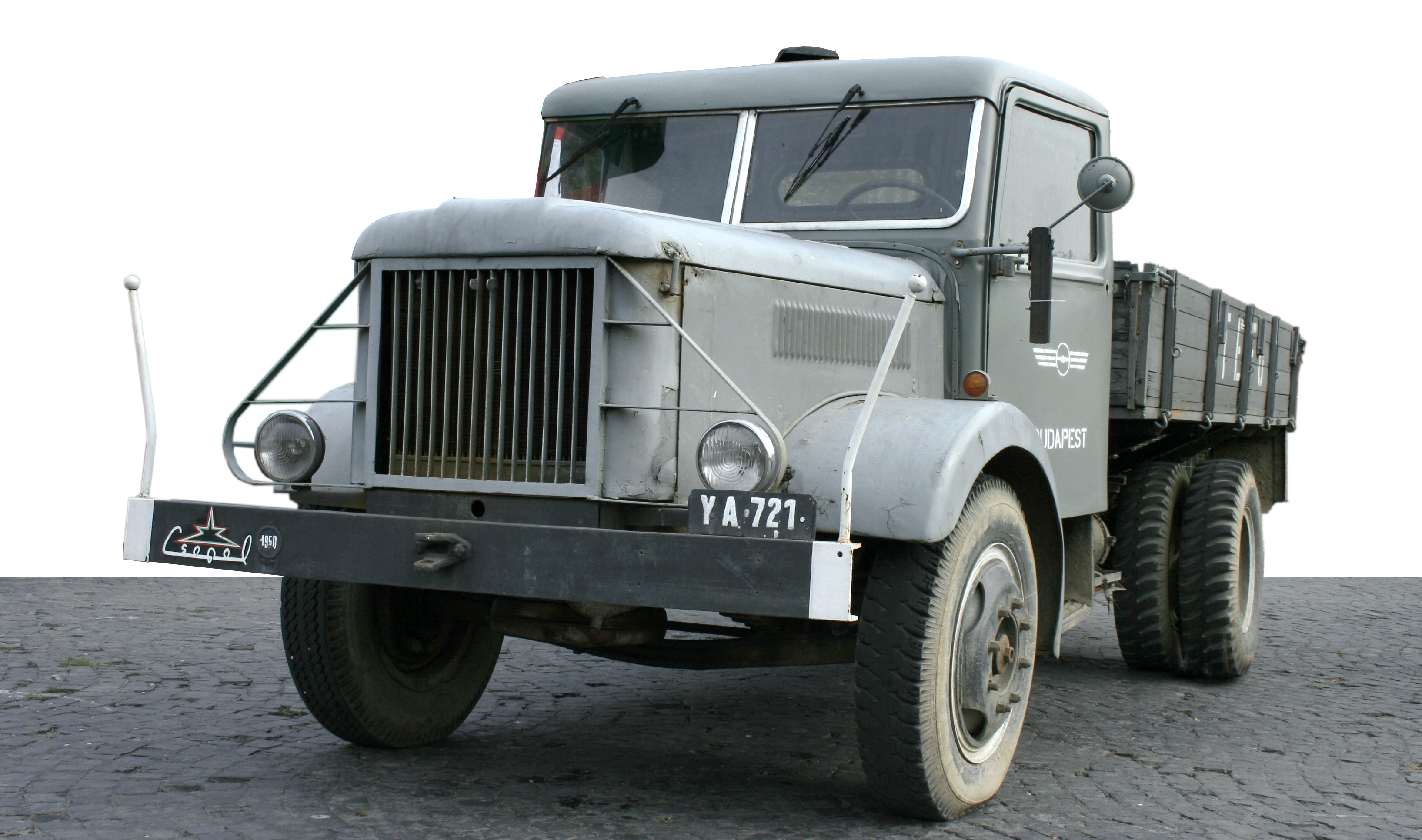
Csepel D-350
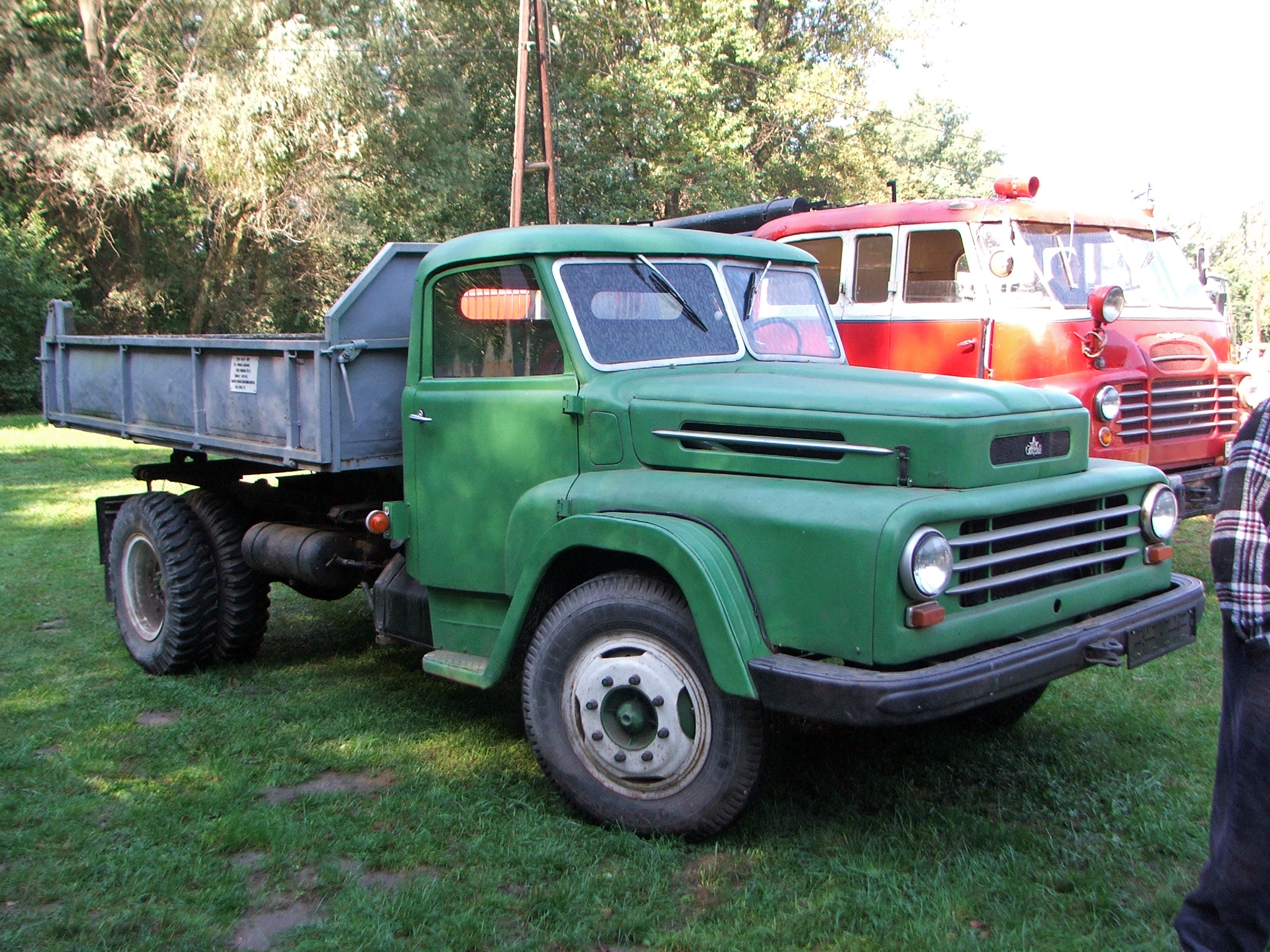
Csepel 450
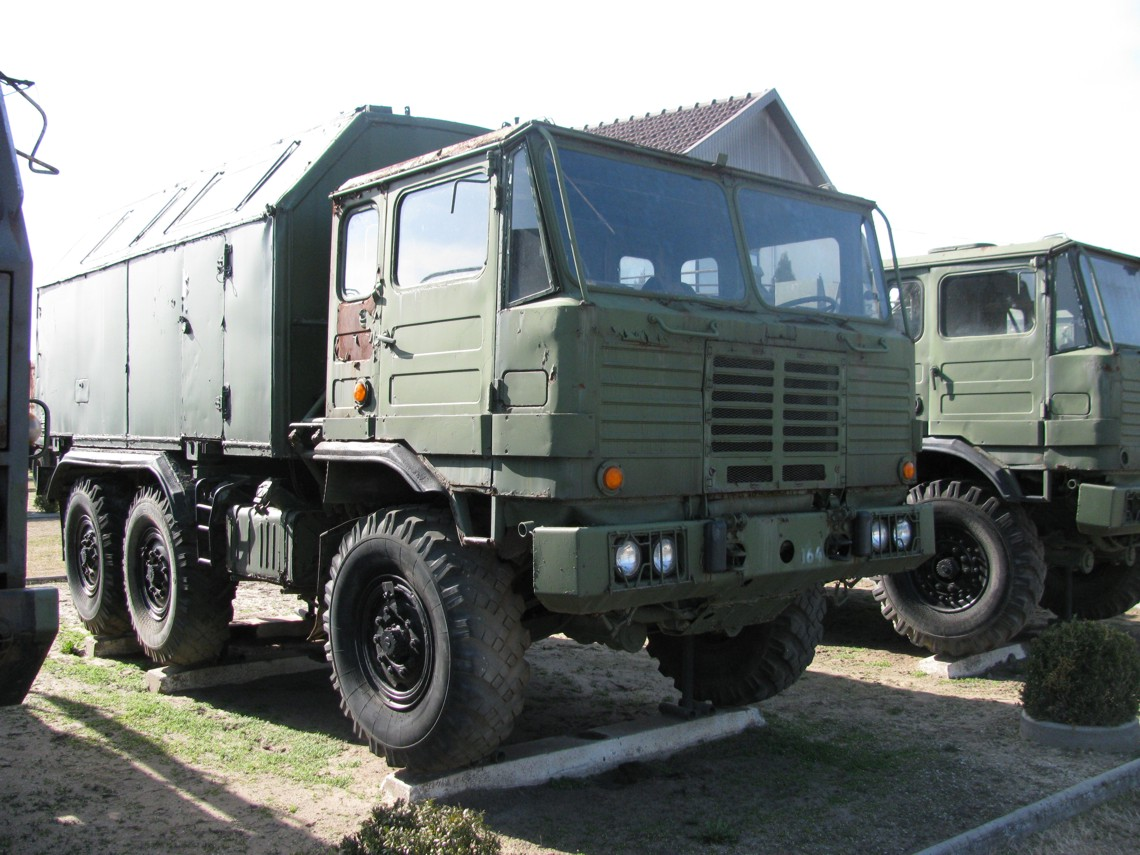
Csepel D-566
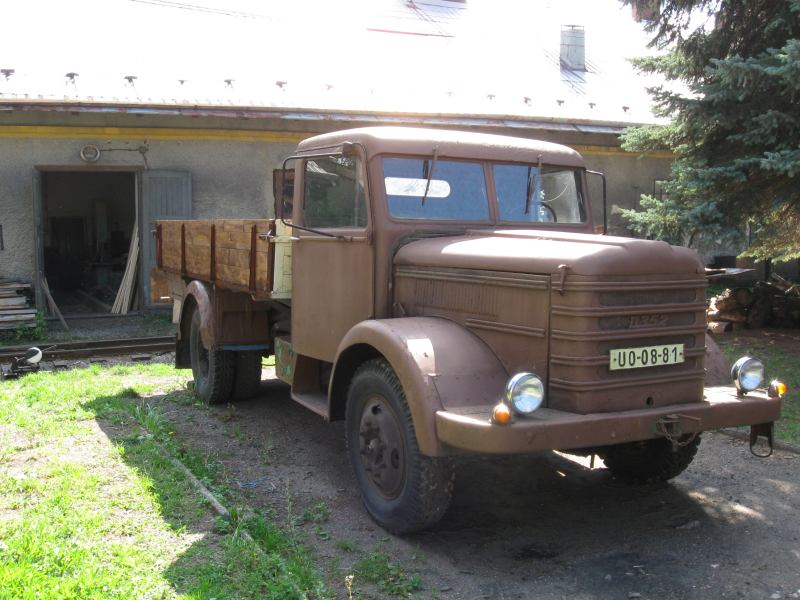
Csepel D-352
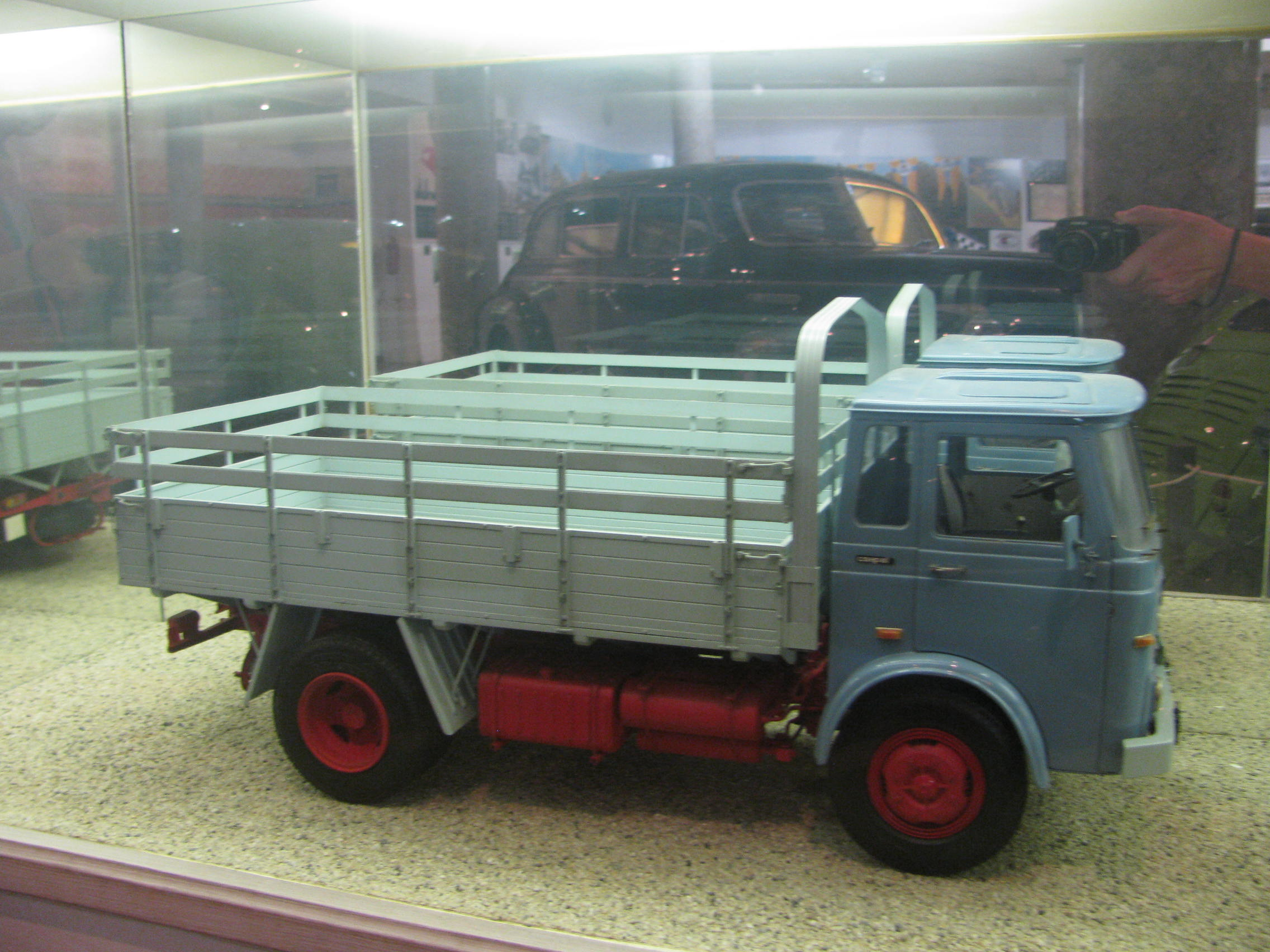
Csepel 452 z kabiną Stara (model w skali 1:10)